# Ameselum

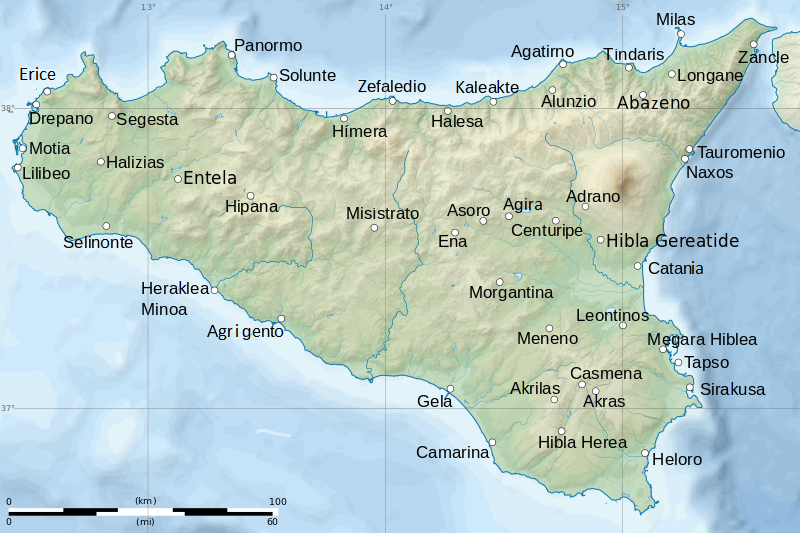
Mapa Sicilia.

Ameselum (griego Ἀμήσελον) fue una ciudad de Sicilia mencionada únicamente por Diodoro Sículo, situada entre Centuripe y Agira, en una fuerte posición defensiva. En 269 a. C. fue ocupada por Hierón II de Siracusa que destruyó la ciudad y la fortaleza y dividió el territorio entre Centuripe y Agira. Su situación exacta no es conocida.